# ダニエル・セラントゥラ・フザト
ダニエル・セラントゥラ・フザト（Daniel Cerântula Fuzato，1997年7月4日 - ）は、ブラジル・サンパウロ州サンタ・バールバラ・ドエステ出身のサッカー選手。CRヴァスコ・ダ・ガマ所属。ポジションはゴールキーパー。

## 経歴

### クラブ
2018年7月9日、ASローマに移籍した。契約期間は4年間、背番号は63番。
2020年7月10日、クラブとの契約を2023年まで延長した。8月1日、ユヴェントス戦でプロデビューを果たした。
2020年8月19日、ジル・ヴィセンテFCにレンタル移籍した。
2021年5月15日、SSラツィオとのデルビー・デッラ・カピターレに初出場すると、好守で勝利に貢献した。
2022年6月21日、セグンダ・ディビシオンに所属していたUDイビサへ3年契約で完全移籍した。
2023年7月5日、2023-24シーズンはヘタフェCFへレンタル移籍することが決定した。
2024年7月10日、SDエイバルに2年契約で移籍した。
2025年1月7日、CRヴァスコ・ダ・ガマに移籍した。

### 代表
2019年10月25日、クラブではトップチームでの出場を果たしていなかった中で、ブラジル代表に招集された。

## タイトル
ASローマ
- UEFAヨーロッパカンファレンスリーグ : 2021-22